# Rome-old and Juli-eh
«Rome-old and Juli-eh» (с англ. — «Старик и уродина») — пятнадцатая серия восемнадцатого сезона мультсериала «Симпсоны». Впервые вышла 11 марта 2007 года в США на телеканале «FOX».

## Сюжет
Гомер удивляет семью переделанным подвалом в комнату отдыха с автоматом для игры в пинбол, столом для пинг-понга и другими предметами роскоши. Мардж спрашивает, как Гомер мог всё это позволить. Он говорит, что у него есть план — он подаёт на банкротство, полагая, что это спасет его от уплаты долгов. К сожалению, судья Констанция Харм говорит ему, что законы о банкротстве изменились, и, согласно новым законам, он должен всё вернуть.
Рассматривая расходы семьи, Гомер решает сэкономить много денег, перебрав отца из дома престарелых и заставив его жить с семьей. Комната отдыха теперь превращается в спальню дедушки Симпсона.
Изгнанные из комнаты отдыха, Барт и Лиза, наблюдая за Недом Фландерсом заказывают много бесплатных упаковочных коробок в «А. S. S.» («American Shipping Services», (рус. «Американские Службы Доставки»), не связанные с человеческой задницей) и строящие из них форт.
Как-то Гомер и Мардж просят дедушку присматривать за Бартом и Лизой. Не полностью доверяя компетенции Эйба как няни, Мардж также просит свою сестру Сельму Бувье прийти и посмотреть, как тот присматривает за детьми. В течение вечера Эйб и Сельма целуются и в конечном счёте влюбляются друг в друга (к ужасу, поймал Гомера, который их застукал). Гомер хочет, чтобы его отец стал старым и одиноким. Однако точно так же, как когда Эйб ранее встречался с матерью Селмы Жаклин в «Любовнике леди Бувье», Мардж довольна соглашением.
Пэтти, сестра Сельмы, не счастливее Гомера. Она заручается его помощью, чтобы рассорить их. Пэтти подражает Сельме, и Гомер одевается как «Esteban de la Sexface» (с англ. — «Эстебан де ла Сексиморт»), испанский любовник, и оба на глазах у Эйба начинают целоваться. Однако их план сорван, когда сама Сельма приходит и ловит их. Раздражённая тем, что ей манипулируют, Эйб предлагает Сельме руку и сердце, и она соглашается.
Тем временем доставщик становится злым и просит Барта и Лизу вернуть коробки, они отказываются, после чего он угрожает вернуться и силой их забрать (используя клише «Властелин колец»). Барт и Лиза думают, что он блефует, но на самом деле он возвращается с армией доставщиков. Барт и Лиза вступили в храбрый бой. Им помогает Нельсон, который неожиданно прибывает, чтобы помочь Лизе, спасая её от глыб картонных стрел…
Армия доставщиков терпит неудачу и убегает. После этого, однако, дети сразу теряют интерес к своему форту и расплавляют его с помощью садового шланга.
Поскольку Эйб не может найти работу, Сельма является единственной кормилицей в семье, усердно работая над своей новой, более напряженной работой в качестве руководителя отдела в DMV. Эйб, тем временем, разрушает их кухню из-за своего незнания о том, как всё работает, из-за неправильного использования приборов причиняет пожар на кухне. Это заставляет Сельму понять, что, возможно, любовь — это ещё не всё, что нужно, и она танцует с Эйбом в последний раз.

## Отношение критиков и публики
Во время премьеры на канале Fox серию просмотрели 8.98 млн человек.
Роберт Каннинг из IGN назвал серию такой, «в которой было несколько забавных кусочков, но ни один из них не объединил их, чтобы рассказать твердую оригинальную историю».
На сайте The NoHomers Club согласно голосованию большинство фанатов оценили серию на 3/5 со средней оценкой 2.88/5.